# Microregione di Capão Bonito
Votuporanga è una microregione dello Stato di San Paolo in Brasile, appartenente alla mesoregione di Itapetininga.

## Comuni
Comprende 10 comuni:
- Apiaí
- Barra do Chapéu
- Capão Bonito
- Guapiara
- Iporanga
- Itaóca
- Itapirapuã Paulista
- Ribeira
- Ribeirão Branco
- Ribeirão Grande